# Grand Prix automobile d'Alexandrie
Le Grand Prix automobile d'Alexandrie est une course automobile créée en 1924 et disparue en 1934. Elle se déroulait sur le circuit Pietro Bordino.

## Palmarès
| Année | Vainqueur         | Voiture    | Circuit        | Résultats |
| ----- | ----------------- | ---------- | -------------- | --------- |
| 1924  | Domenico Masino   | Fiat       | Alexandrie     | Résultats |
| 1925  | Non couru         | Non couru  | Non couru      | Non couru |
| 1926  | Giovanni Alloatti | Bugatti    | Alexandrie     | Résultats |
| 1927  | Gaspare Bona      | Bugatti    | Alexandrie     | Résultats |
| 1928  | Tazio Nuvolari    | Bugatti    | Alexandrie     | Résultats |
| 1929  | Achille Varzi     | Alfa Romeo | Alexandrie     | Résultats |
| 1930  | Achille Varzi     | Alfa Romeo | Alexandrie     | Résultats |
| 1931  | Achille Varzi     | Bugatti    | Pietro Bordino | Résultats |
| 1932  | Non couru         | Non couru  | Non couru      | Non couru |
| 1933  | Tazio Nuvolari    | Alfa Romeo | Pietro Bordino | Résultats |
| 1934  | Achille Varzi     | Alfa Romeo | Pietro Bordino | Résultats |